# Bandspärrfilter

enkelt bandspärrfilter

amplitudkaraktäristik för ett idealt bandspärrfilter visande både positiva och negativa vinkelfrekvenser

Bandspärrfilter eller bandstoppfilter är ett filter som dämpar signaler vars frekvens ligger mellan två bestämda frekvensvärden men släpper igenom övriga frekvenser. Bandspärrfilter med mycket smal bandbredd brukar kallas notch-filter. Motsatsen till ett bandspärrfilter är ett bandpassfilter